# الخنساء
تُمَاضِرُ بِنْتُ عَمْرِو بْنِ الْحَارِثِ السُّلَمِيَّة، الشهيرة بالْخَنْسَاء، (575م - 24 هـ / 645م)، صحابية وشاعرة، أدركت الجاهلية والإسلام وأسلمت، واشتهرت برثائها لأخويها صخر ومعاوية اللذين قتلا في الجاهلية، ولُقبت بالخَنْساء بسبب ارتفاع أرنبتي أنفها.

## نسبها
- هي: أم عمرو تُماضِر بنت عمرو بن الحارث بن الشريد وهو عمرو بن رياح بن يقظة بن عصية بن خفاف بن امرئ القيس بن بهثة بن سليم بن منصور بن عكرمة بن خصفة بن قيس عيلان بن مضر بن نزار بن معد بن عدنان، من آل الشريد من سادات وأشراف العرب وملوك قبيلة بني سليم في الجاهلية.[5]

كما اعتز النبي محمد ﷺ بالانتساب إلى بني سُليم، فكان يقول: « أنا ابن الفواطم من قريش، والعواتك من سليم، وفي سُليم شرف كثير »، وآل الشريد كانوا سادة بني سُليم. وعمرو بن الحارث -أبو تُماضِر- كان من وفود العرب على كسرى، وكان يأخذ بيدي ابنيه معاوية وصخر في الموسم حتى إذا توسط الجمع قال بأعلی صوته: أنا أبو خيري مضر، فمن أنكر فليغير. فلا يغير عليه أحد. وكان يقول: من أتى بمثلهما أخوين من قبل فله حكمه. فتقر له العرب بذلك.

### اللقب
لُقّبَتْ بالخَنْساء لقصر أنفها وارتفاع أرنبتيه. قال الحُصري في كتاب زهر الأدب: «لقبت بالخْنَساء كناية عن الظبية وكذلك الذلفاء والذلف قصر في الأنف ويريدون به أيضًا أنه من صفات الظباء».

## بيئتها
البيئة زمان ومكان وطبيعة وأشخاص، يتفاعل معها تكون الشخص، ويتأثر بها أبناؤه.
إنما تتضح شخصية إنسان بوضوح بيئته، وخصوصاَ أولئك الذين طواهم التاريخ، ولم نستطع أن نعرف إلا مظاهر بدأت في سلوكهم أو أقوالهم.
والخنساء واحدة من هؤلاء، فقد تبين كيف أنها ولدت قبيل الإسلام وعاشت بعده، ولا أحد يعرف عنها، ولا يذكر من أوصافها شيئاً، الا حين تعرض لها «دريد بن الصمة» طالباً الزواج منها، وعندها فقط التفتنا إلى أنها جميلة، أسر جمالها فارس طالما أسر الفرسان.
إن أهم ما اتسم به مجتمعهم ويساعد في توضيح شخص الخنساء، هو تألف القبيلة من ثلاث طبقات:
1. أبناؤها الذين يربط بينهم الدم والنسب، وعليه ينهض القبيلة وترتفع.
2. العبيد المجلوبون من البلاد الأجنبية المجاورة وخصوصا الحبشة.
3. الموالي، وهم عتقاء القبيلة.

وتخضع القبيلة بطبقاتها الثلاثة لقانون اجتماعي عام، فرضته عليهم ظروف الحياة وألزمهم إياه شعورهم بالحاجة إلى التضامن. ويتلخص هذا القانون في كلمة واحدة هي (المروءة) وعنها تتوالد كل أخلاقهم الاجتماعية.
والخنساء البدوية كانت تقطن مكاناً له خصائص ومميزات، نضحت على إهله، وظهرت على سكانه، فقد اشتهر أهل نجد بالبلاغة وقد ذهبوا في الشعر كل مذهب.

## الخنساء الشابة

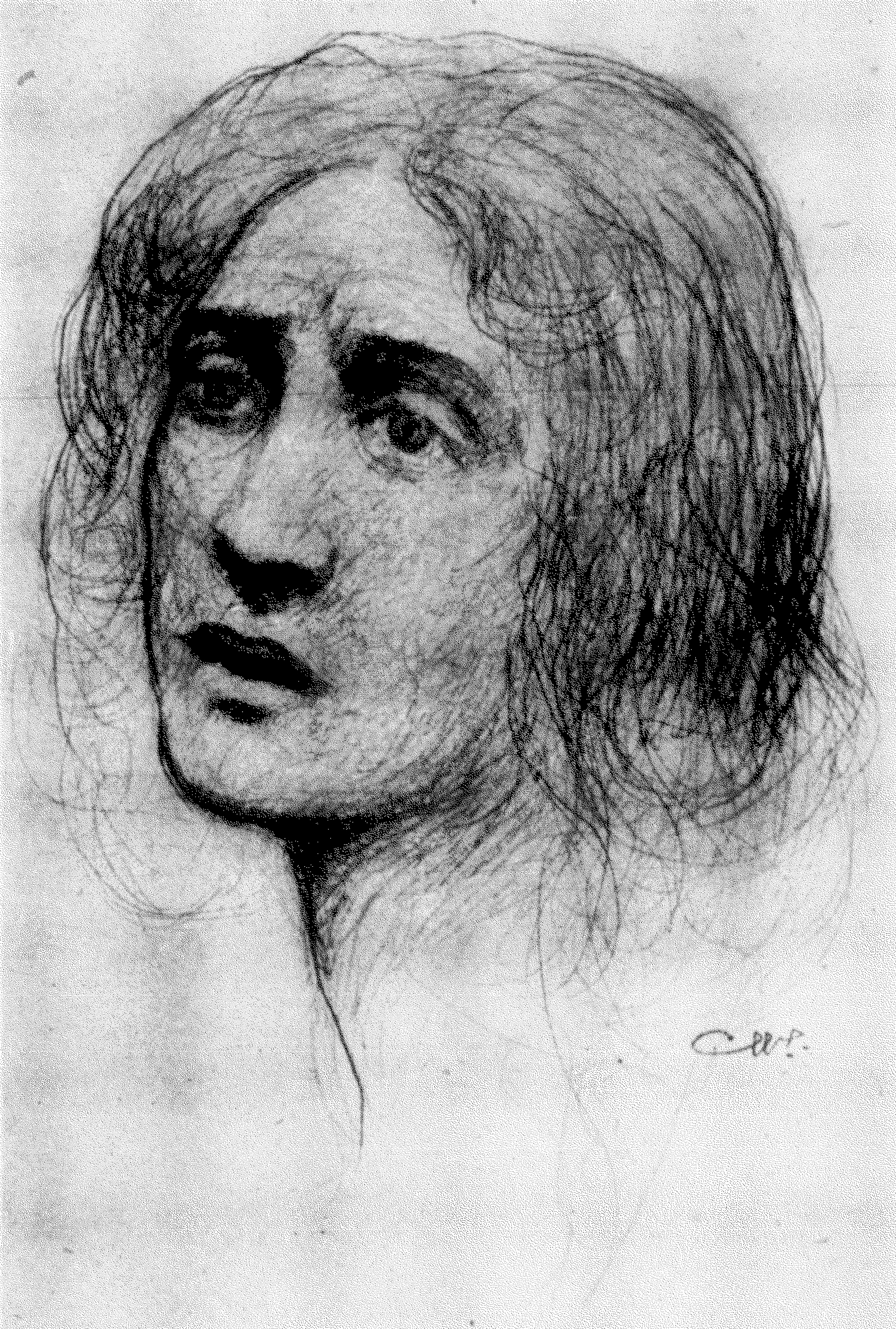
الخنساء بريشة جبران خليل جبران 1917

نستطيع أن نلمح صورة الخنساء بالقدر الذي يمكننا من أن نصفها -واثقين- بأنها كانت ذات حسب وجاه وشرف.
وأنها كانت ذات جمال أّخاذ، وتقاسيم متناسقة... لذا شبهوها بالبقرة الوحشية. والعربي إذا تغزل في الأنثى، وأراد التعبير عن جمالها، شبهها بذلك. لكن هذا التشبيه لتماضر لم يكن في معرض غزل طارئ، وإنما هو تشبيه صار لها لقباً غالبا على اسمها وكنيتها.
كانت ذات أمر بالغ، وجاذبية طاغية، أطلقت الألسن فواجهتها بحقيقتها، فعرفت ما تملك في يدها من سلاح، كما عرفت قيمة ذلك السلاح.
لم يكن في حياتها ما يقلقها، ويقض مضجعها - شأن مثيلاتها في أول العمر، ومقتبل الشباب- فقد أضفى عليها مركز قبيلتها، وكانة أسرتها، وسيادة أبيها كل أسباب الطمأنينة، كما قد أفاض عليها جمالها وحسنها ما محا من حياتها القلق، وأزال عنها الاضطراب.
كانت العاقلة الحازمة، حتى لقد عدت من شهيرات النساء.. لا يجرؤ أحد عن التهجم عليها أو التحدث عنها.. لذا لم يتكلم عنها أحد، ولم يتفوه شاعر بشيء يمكن أن ينقل وتحمله الألسن، عرفت بحرية الرأي وقوة الشخصية. ظهر ذلك أو ما ظهر حين تقدم لخطبتها «دريد بن الصمة»، بعد أن أناخ «بنو جشم» رواحلهم، طلباً للراحة من عناء السفر الطويل إلى مكة في إبان الموسم، وكان منزلهم في بادية الحجاز قريباً من منازل بني سليم.
- ساقت المقادير سيد بني جشم، وفارسها المظفر «دريد بن الصمة» فينطلق على فرسه في رياضة قصيرة، وما كان يخاف شيئاً، فقد شارك في نحو مائة معركة، ما أخفق في واحدة منها وأصبح له من سمعته ما يكفل له الأمن والإكرام.
وبينما دريد في رحلته تلك القصيرة، لفت نظره مشهد فتاة تهنأ بعيرا لها. ويتساءل فيعرف أنها تماضر بنت عمرو، شقيقة صديقه الحميم معاوية وهو..!! أليس سيد بني جشم؟!
ووقف سعيداً إذ وصل إلى تلك النتيجة وردد:
حتى إذا بدأ الصبح أخذ طريقة إلى منزل صديقه معاوية بن عمرو.. تلقاه عمرو بالترحاب، وجلس دريد في مجلسه وقال: «جئت أخطب ابنتك تماضر الخنساء»
قال له عمرو: «مرحباُ بك يا أبا قرة»، وانك لكريم لا يطع في حسبه، والسيد لا يرد عن حاجته والفحل لا يقرع انفه ولكن «لهذه المرأة في نفسها ماليس لغيرها. وأنا ذاكر لها وهي فاعلة».
ثم دخل على ابنته. وقال لها: «يا خنساء! أتاك فارس هوازن وسيد بين جشم، دريد بن الصمة يخطبك وهو من تعلمين..»
قالت - وكان دريد يسمع حديثهما: " يا أبت: اتراني تاركة بني عمي مثل عود الرماح، وناكحة شيخ بني جشم؟
فخرج اليه ابوها فقال: «يا أبا قرة ! قد امتنعت، ولعها تجيب فيما بعد».
فقال دريد: قد سمعت قولكما. قالها وهو منصرف، دون أن يزيد عليها.
يبدو ان اخاها معاوية، اراد ان يجاور صديقه دريد فحاول معها ولكنها اصرت على موقفها من الرفض،
وكان بجوارها صخراً بعطفه وحنانه.
عرف فيها أبوها رجاحة العقل، وأتزان الفكر، فأبي إلا ان يكون زواجها بعد موافقتها، ولم يكن ذلك حقا لكل ابنة، وانما هو خصيصة تمنح لمثيلات الخنساء.

## الخنساء الزوجة
رفضت الزواج من غير بني العم، برفضها سيد آل بدر، ثم برفضها سيد بني جشم.

### زواجها من عبدالعزى
يذكر أنها تزوجت من رجل من قبيلتها اسمه عبد العزى السلمي أولدها ابنها «أبا شجرة» عبد الله، ولكن ابن قتيبة ذهب إلى أن اسمه «رواحة بن عبد العزى».
- وقال البستاني: أنها تزوجت بعد حادثة دريد من رواحة بن عبد العزى، فولدت له عبد الله ثم خلف عليها
مرداس بن أبي عامر، فولدت له يزيد ومعاوية وبنتاً اسمها عمرة.
ترجح بنت الشاطئ أن صاحب هذه الأسماء المختلطة شخص واحد، هو الرواحي السلمي، عبد العزى بن عبد الله بن رواحة.
قبلت الزواج من عبد العزى المقامر، وهي التي رفضت سيد بني جشم، ومن قبله رفضت سيد آل بدر. وقد أشارت إلی ذلك في قولها «أتراني تاركة بني عمي مثل عوالي الرماح»
حاولت الخنساء أن تمسك عليها زوجها، فضّحت.في سبيل ذلك بالكثير.. غيرت من طبيعتها وكبريائها، بل إنها بالغت في ذلك لدرجة جعلته يشعر بتعلقها به. فغالى في انحرافه، واستغل حرصها عليه أسوأ استغلال، وانتهز مالها ومال أخيها، وكلما فرغت يده أظهر لها الضيق بحياته معها، فهم بالرحيل عنها ولكنها تتشبث به وتقول له:
«أقم وأنا آتي صخراً فأسأله».
ويقيم عبد العزى - تكرماً منه وعطفاً - بينما تذهب هي إلى أخيها صخر تشكو إليه حالها وما تلقى من ضيق العيش، فما يكون من صخر إلا أن يشطر ماله شطرين، يعطيها خيرهما.
ويستمر عبد العزى علی ذات الحال، فيلتف ما حملت معها من أخيها، ثم يجيئها صفر اليدين وقد زاد عليها جرأة، فيلجأ إلى الطلب بدلاً من التهديد بالترك.
تقول الخنساء:" ثم التفت إلّي فقال: أين تذهبين يا خنساء؟
قلت: إلى أخي صخر.
فأتيناه فقسم ما له شطرين ثم خيرنا في أحسن الشطرين.
وجدت الخنساء الشاعرة، التي جادت بمالها، وجاد عليها أخوها بماله، ثمناُ لهذه الفترة التي عاشتها في جوار عبد العزى.
تقف وقد بخلت بالحديث عن حياتها مع عبد العزى، فيما عدا تلك القصة التي روتها لأم المؤمنين عائشة.
وبخلت عليها كذلك قريحتها الشاعرية بالتعبير عن تلك التجربة التي قد تكون الثانية في حياتها. فالخنساء ليست هناك كارثة قطعت الرجاء منها - كما هو الشأن في الموت- أنها كارثة تأمل في التخلص منها، وتبذل كل ما تستطيع من أجلها. كانت منهمكة في البحث عن حلول، فلم تكن في حاجة إلى ان تتكلم.
ربما ظنت ان في التعبير ما قد يثير زوجها، فيضيع ما بذلته لعلاجه، أو خشيت شماتة الناس، ان هي قالت شعر تتناقله الألسن، خصوصا وان شيخ جشم المرفوض ما زال على قيد الحياة. وما زال على علاقة بأخيها الشقيق معاوية. وخشيتها من معاوية الذي مال إلى زواجها من دريد.. فضربت برغبته عرض الحائط. حتى انفصلت عن عبد العزى ومضت في طريقها إلى بيت ابيها، تنتظر من أبناء العم زوجاً آخر. ولعل الذي واساها بعض الشئ ما كانت تتمتع به من فتوة فقد صقلتها الأحداث الماضية.
- كان لها من الأبناء أبن واحد من زوجها عبد العزى هو:
- «أبو شجرة» عبد الله: الذي وقف حائراً بين أمه وأبيه.. تلك الحيرة التي ولدت فيه ضعفاً، جعله انتهازياً، لا تهمه المبادئ بقدر ما تهمه المنفعة الشخصية والكسب الخاص، وكان من نتيجة ذلك موقفه - وقد أسلم- بعد وفاة الرسول، حيث ارتد مع المرتدين الذين اشتراهم مال أعداء الإسلام ممن يقيمون على حدود الجزيرة ويحاورون بني تميم وغطفان.
- (موقف عبد العزى)

- انفصال عبد العزى عن أخت معاوية شي ووقوفه بجواره في المعركة شي آخر، لا يتعلق أحدهما بالآخر، إذا الأمر هنا مرتبط بعرف القبيلة وعاداتها ولقد وقف نفس الموقف «دريد»، فلم ينسيه رفض الخنساء خطبته ما بينه وبين معاوية أخيها من صداقة، فوقف يرثيه، ورثى دريد صديقه معاوية:
ولم يقف عند قول قصيدة، بل طلب ثأر صديقه، ولم يهدأ حتى ثأر له..

### زواجها من مرداس
لم يطل بالخنساء المطال حتى تقدم إليها مرداس بن أبي عامر السلمي، الملقب بالفيض لسخائه.. ذلك بعد مقتل صخر، وفي أثناء حدادها على أخيها وأبيها وكان مرداس إلى سخائه رجل جد وعمل لم يترك فرصة إلا اهتم بها، ليوفر لأسرته أسباب الحياة، حتى مات في إحدى مغامراته تاركاً للخنساء أربعة بنين هم: العباس، وزيد، ومعاوية، وبنتٌ اسمها عمرة.
وتهتز الخنساء لفقد مرداس اهتزازة، يتولد عنها قصيدة ترثيه بها..
والقصيدة - وان لم تصل إلى أغوار نفسها لتفصح عن الأسى والحزن لفراق زوج عاش معها فترة من حياتها، وسجلت له الأحداث ذكريات- إلا أنها تعتبر في ميزان شعرها من أحسن مراثيها فهي لا تبعد عن نهجها العام في مراثيها الترى ترددها بن الندب والتأبين، فتعدد المناقب وتذكر المآثر.
ولقد كان مرداس في رأيها أفضل الناس حلماً ومروءة وشجاعة. فقالت:
هكذا دخل مرداس حياة الخنساء، وخرج من غير ان نرى أثر لتلك الفترة إلا الأبناء.

## الخنساء الأم
لم تكن الخنساء الأم بأوضح كثيراً من خنساء الطفولة، أو الخنساء الشابة أو الخنساء الزوجة. يبدأ الغموض في هذا الجانب من حياة الخنساء بحصر بنيها من مرداس بن ابن عامر السلمي. فهم ولدان وبنت أو ثلاثة وبنت أو أربعة وبنت. وعليه فلا مناص من القول بأن بنيها من مرداس هم: العباس زيد، ومعاوية، وعمرة. هناك من لا ينكر وجود العباس أكبر الأربعة سنا، ولكنه لا يعتبره ابنا للخنساء، وانما هو ابن زوجها من امرأة أخرى سابقة عليها. ويؤيد القول بأن الأربعة أبناء الخنساء من مرداس، ما روى من انها حضرت القادسية، ومعها بنوها الأربع.
وقد يكون أحدهم أبو شجرة بن عبد العزى، ما جاء على لسانها في خطبتها ليلة القادسية تحث أبناءها: «... إنكم لبنو رجل واحد، كما أنكم بنو امرأة واحدة، ما خنت أباكم ولا فضحت خالكم، ولا هجنت حسبكم ولا غيرت نسبكم...» هذا إلى موقف ابي شجرة من الارتداد وهو ان رجع إلى الإسلام ولم يكن يضحي بنفسه، ويؤكد ذلك ما كان بينه وبين عمر بن الخطاب.
اما العباس فقد طفى طفوتين أثناء إسلامه لا يشرفان مسلماً ولا يشرفان من يتصل به من المسلمين، حتى ليعلن قومه في إحداهما مخالفته- وهو السيد المطاع- بينما الأم صامتة لا تبين، بل لا نسمع لها في ذلك الحين صوتا، ولا نعرف لها رأيا، وما اكن أجدر الخنساء بان نسمع صوتها عند ذلك.
الطفوة الأولى: كانت حين قرر الرسول رد سبايا هوازن- بعد تقسيمها، ثم إسلام هوازن- بادئا بنفسه وبني المطلب، وانصاع لذلك القرار المهاجرون والأنصار. اما الأقرع بن حابس عن تميم، وعيينة بن حصن فرفضا، ورفض العباس بن مرداس بن سليم.
ولكن بني سليم لم يقروا العباس على رفضه.
وأما الطفوة الثانية فحينما قسم رسول الله ﷺ في هوازن ودعا فوزع خمسة على الذين كانوا إلى أيام أشد الناس عداوة له، نصيباً فوق نصيبهم - تأليفا لقلوبهم-، فاعطى العباس بن مرداس عددا من الإبل لم يرضه، وعاتبه على أن فضل عليه عيينة بن حصن والأقرع بن حابس وغيرهما.
فقال النبي ﷺ: اذهبوا به فاقطعوا عني لسانه، فاعطوه حتى رضي.
ولا ينقضي بضعة أعوام على ذلك حتى يلقى الرسول ربه، ويبتلى أهل الشمال بالارتداد عن الإسلام، فنرى ابن الخنساء البكر«أبو شجرة بن عبد العزى» واحد من حاملي لواء الارتداد، يحرض بشعره المرتدين على المسلمين وقاتلهم. فلما رأى تحريضه على خالد لم يثمر، ورأى الناس يرجعون إلى الإسلام رجع هو كذلك إليه، وقد قبل منه أبو بكر عودته، وعفا عنه فيمن عفا.
ويبدوا أن عودته إلى الإسلام لم تكن عن صدق، فقد أتى عمر - في خلافته- وهو يعطي المساكين من الصدقة، ويقسمها بين فقراء العرب، فقال: يا أمير المؤمنين، أعطني فإني ذو حاجة. قال: ومن أنت؟ قال: أبو شجرة بن عبد العزى السلمي. قال: أبو شجرة؟ أي عدو الله، الست الذي تقول:
قال: قم جعل يعلوه بالدرة في رأسه حتى سبقه عدوا، فرجع إلى دابته فارتحلها، ثم اسندها في حرة شوران راجعا إلى أرض بني سليم فقال:
أحداث ثلاثة تمر بابني الخنساء الأكبرين، فما اختلجت فيها خالجة، ولا رويت عنها كلمة تشير إلى أنها اهتمت لذلك، ويبدو أنها حتى ذلك الحين لم تفق من صدماتها المتواليات في أسرتها فهي في شغل عن كل ما هولها من احداث، ربما كان نتيجة انهيار أصاب منها صلابتها، ومضى بعزيمتها على توالي الأحداث.
لم تتكلم الخنساء حين أخطأ أبناءها أبو شجرة والعباس، فقد كانت قريبة العهد بمصائبها، مما يشغل عن تتبع أخطاء الأبناء. كما أنها كانت حديثة العهد بالإسلام، كما أنها رأت كلامها في هذا الموقف غير ذي موضوع. فبعد أن تكلم رسول الله ﷺ ومع صنيع ابي بكر وعمر -رضي الله عنهما- أصبح ما تأتيه وما تقوله عبثا، لا قيمة له وخطأ يجدر بالعاقل ألا يقع فيه.
لم نراهم معها، ولا نراه معهم الا في نحو سنة 638 م ليلة خرج المسلمون لتأديب الفرس الذين حاولوا كثيرا تأليب الحدود على المسلمين الآمنين، وخرج هؤلاء مع الخارجين، نراها تتوسط بنيها الأربع - وليس من بينهم أبو شجرة - تحرضهم على الحرب وتمسح عن نفوسهم الخوف أو القلق على مصيرها فهي في الإسلام لن تضاع إذا ما فقدت العائل المعين.
نراها في هذا الموقف، ونسمعها - وقد عاوتها شخصيتها المفقودة ذات العقل العاقل، والعزيمة الماضية - تقول:
"يا بني إنكم أسلمتم وهاجرتم مختارين، والله الذي لا إله غيره إنكم لبنو رجل واحد، كما أنكم بنو امرأة واحدة، ما خنت أباكم ولا فضحت خالكم، ولا هجنت حسبكم ولا غيرت نسبكم. وقد تعلمون ما أعد الله للمسلمين من الثواب الجزيل في حرب الكافرين. واعلموا أن الدار الباقية خير من الدار الفانية يقول الله: ﴿يَا أَيُّهَا الَّذِينَ آمَنُوا اصْبِرُوا وَصَابِرُوا وَرَابِطُوا وَاتَّقُوا اللَّهَ لَعَلَّكُمْ تُفْلِحُونَ ۝٢٠٠﴾ [آل عمران:200]. فإذا أصبحتم غدًا إن شاء الله سالمين، فاغدوا إلى قتال عدوكم مستبصرين، وبالله على أعدائه مستنصرين. وإذا رأيتم الحرب قد شمرت عن ساقها واضطرمت لظى على سياقها وجللت نارًا على أوراقها، فتيمموا وطيسها، وجالدوا رئيسها عند احتدام خميسها تظفروا بالغنم والكرامة في دار الخلد والمقامة”. فلما أصبحوا باكروا مراكزهم، وتقدموا واحد بعد واحد ذاكرين وصية العجوز.
فقال الأول:
وقال الثاني:
وانشد الثالث:
وقال الرابع:
وما زالوا حتى استشهدوا جميعاً في حرب القادسية. وبلغها الخبر  مع الجيش العائد محملاً بالظفر، فقالت: «الحمد لله الذي شرفني بقتلهم، وأرجو من ربي أن يجمعني بهم في مستقر رحمته». قالتها ولم تزد عليها. وعندها يقف المنقبون في تاريخ الخنساء مع من يفسرون شخصيتها حيارى، لا يدرون إلى اين يتجهون، وكيف يسيرون، وبم يعللون هذا الجمود؟ جمود الأم المصابة في بنيها الأربع.
ولكنها لم تكن هذه الأم حرساء.. انها الخنساء..!!
وقد بلعت الغصص صامتة، واستقبلت ثكل الأبناء صابرة محتسبة.
وهكذا التأثر بالإسلام هو الذي دفعها إلى إدامة البكاء على السادات من مضر، وفي الإسلام لا ثأر تبكي من أجله لبنيها، ولا نار لمن استشهد في سبيل دينه.
قد يكمن سر ذلك الجمود في اطمئنانها إلى نهايتهم المشرقة، ومنزلتهم العظيمة. لان استشهادهم عن نصر كبير وفتح مبين.

## الخنساء الأخت
لا تنتهي حادثة حتى تبدو حادثة أخرى، وكأنما استعاض التاريخ بتلك الأحداث في حياتها عن الرصد والتدوين. وليس بعيداً عن ذلك موقف صخر منها حين حاول معاوية أخوها أن يُكرِهها على الزواج من صديقه دريد بن الصمة، فلجأت إليه ليكون لها عوناً، تحقق به ما رغبت.
وليس بعيداً عن ذلك الموقف موقفه منها حين أوقعها زوجها عبد العزى في ورطة مالية، فلم تجد غيره ملجأً تسعى اليه. وكان كريماً معها بكل ما تحمل تلك الكلمة من معانيها، فقد شطر ماله نصفين، خيّرها بين أحدهما. حتى ملّت زوجه واعترضت فقالت: «أما كفاك أن تقسّم مالك حتى تخيرهم؟» فقال قاطعاً عليها كل اعتراض:
كان يوما من أيام عكاظ، تمنت الخنساء لو توقف الزمن عنده، أو اجتازه من غير أن يمر به، فما في حياتها أشأم من ذلك اليوم، إذا وقعت عينا معاوية بن عمرو على أسماء المرية، فاعجبه جمالها، ودعاها لنفسه، فامتنعت عليه قائلة: أما علمت أني عند سيد العرب «هاشم بن حرملة الغطفاني».؟
قال وقد أثارته بردّها: أما والله لا قار عنه عنك.
فهزت كتفيها قائلة في تحدٍ: «شأنك وشأنه».
ومضت إلى هاشم، فحدثته بما كان، فانطلق مغضباً حتى أتى معاوية يسأله عن الخبر، فقال معاوية، لوددت والله أني قد سمعت بظعائن بندبنك.
انتهى الموسم، وصدى الحوار ما زال يرن في أذن معاوية، فتهيأ لغزو بني مرة قوم هاشم، ونهاه صخر أخوه، ولكن دون جدوى.
وانطلق في فرسان من بني سليم، حتى إذا دنا من ديار بني مرة، دومت عليه طير، وسنح ظبي، فتطيّر منهما أصحابه، وما زالوا به حتى رجع وبلغ هاشم ذلك فقال: ما منعه من الإقدام إلا الجبن.
واستثارت الكلمة معاوية لما بلغته فخرج في العام التالي مصراً على الغزو، لكن اخجابه تطيروا من ظبي
سانح، فرجعوا وتخلف 5 وفي تسعة عشر فارساً منهم: عبد العزى الواحي السلمي، شيخاً لا يريد قتالاً.
وورد معاوية واصحابه ماء هناك يسقون، فعرفتهم امرأة من جهينة - أحلاف بني سهم ابن مرة- فانسلت حتى أتت هاشم بن حرملة فأخبرته أن معاوية في تسعة عشر رجلاً من صحبة غير بعيد.
فخرج هاشم مع أخيه دريد وجمع من قومه، وأصابوا من معاوية مقتلاً، وشد فرسان بني سليم على عدوهم، فقتلوا بمعاوية مالك بن الحارث، سيد بني فزارة، وعادوا إلى صخر وهم يظنون أنهم عوضوه بما أدركوا من ثأر عاجل.
ولكن صخر لم يرض، وإنما انطلق فأتى بني مرة يسألهم:
من قتل معاوية؟
فسكتوا طويلاً، ثم قال هاشم:
علم أبا حسان إلى من يخبرك، إذا أصبتني أو أصبت دريداً أخي فقد أصبت ثأرك.
قال صخر: فهل كفنتموه؟
أجابوا: نعم.. في بردين.
قال: فأروني قبره.
فمضوا به حتى إذا رأى القبر جزع، غير أنه ما لبث أن تمالك نفسه، وقال: «كأنكم قد أنكرتم ما رأيتم من جزعي، فوالله مابت منذ عقلت إلا باتراً أو مبتوراً، طالباً أو مطلوباً، حتى قُتل معاوية. فما ذقت طعم نوم بعده».
وسأل عن الشماء فرس معاوية، فجاؤوه بها، ثم انصرف وقد توعدهم أن يأتيهم في العام القابل.
وانجز صخر وعيده، غزاهم على الشماء فنال منهم، وقتل عدداً فيهم «دريد» أخو هاشم، وأدرك ثأره، وإن فاته أن يتشفى من هاشم، حتى اشتفى منه، دريد ابن الصمة، صديق معاوية.
ولم تكن بنو غطفان بالتي تترك صخراً هكذا، فقد خرجوا في إثره يطلبونه، ووقف دونه ابن أخته العباس بن مرداس، حتى فات طالبيه وعاد صخر إلى ديار بني سليم، وهو يقول مجيبا من طلب منه هجوهم:
كثير من الدارسين - وقد التقوا مع مراثيها في صخر - اخذوا عليها قلة شعرها في رثاء معاوية.
والحقيقة أن شعرها في معاوية ليس قليلا في ذاته. ولكنه قليل إذا قيس بشعرها في صخر.
(ولذا يتكرر التساؤل عن تلك التفرقة):
- أما زال في نفس تماضر من أخيها الشقيق معاوية - بعد مقتله - أثر من آثار الماضي؟
- أم هي الصدمة المفاجئة، تنضم إلى صدماتها السابقات، فتلجم لسانها وتجمد عبراتها؟
- أم هو الخوف على أخيها صخر من أن تهيجه أشعارها، فيندفع - وهو الذي لا يبخل في سبيلها - إلى حتفه، وعندئذ تفقد الإخوة، مثلما فقدت الزوج والأب؟
لو رجعنا إلى عادات العرب وأخلاقهم في الرثاء لبدا لنا الأمر في معاوية طبيعيا، لا شذوذ فيه، ولا حاجة تستدعي تلك الافتراضات أو بعضها، فقد كان من أخلاق العرب أن يأنفوا من بكاء من مات في المعركة، لأنهم يعتبرون ندبهم وبكاءهم هجاء أو في حكم الهجاء، فهم ما خرجوا إلا ليقتلوا، ولذا يجيء رثاؤهم - والحالة هذه - تأبيناً يذكرون فيه فضائل المقتول، ومركزه في قبيلته، ولذا عاب بعضهم عليها في مراثي معاوية ذلك النهج - وما تنبهوا إلى الخلق الملتزم- فقالوا: أن مراثيها فيه خلت من البكاء.
- قالت في رثاء معاوية:
وأيا ما كان الأمر، فلن يقبل عاقل مرور تلك الحادثة على الخنساء دون أن تتناوشها الأحزان.
فقد استطاعت أن تكبت أحزانها وتسكت خوفا على صخر، أو أخبرتها أخلاق قومها على السكوت، فما كان صخر الحليم الجواد العطوف ليسكت، وما كان ليرضيه أن يثأر لمعاوية «دريد» صديقه، بينما هو على قيد الحياة.
"ولم يقتنع صخر بهذا الثأر المزدوج لأخيه، فتابع غاراته على مرة، حتى أصيب بجرح قتال على يد رجل من فقعس وهي بطن من أسد، كانت متحالفة مع بني مرة" وكان جرحه من طعنة طعنه بها ثور بن ربيعة الأسدي فمرض لها حولاً.
وأصبحت حياته مملة، حتى أن امرأته سئلت عن حاله وقالت: بشر حال، لا حي فيرجى، ولا ميت فينعى، ولقد لقينا منها الأمرّين.
وتجيب الأم: "بأحسن حال، ما كان منذ اشتكى خيراً منه اليوم، ولا نزال بخيرٍ ما رأينا سواده فينا."
فقال صخر:
فلما طال عليه البلاء قالوا له: لو قطعت تلك القطعى لجونا ان تبرأ، وكانت قطعت قماش في جوف الجرح، فقال شأنكم وهي، فاشف عليه بعضهم، وقال الموت أهون علي مما أنا فيه، فاحموا له شفرة، ثم قطعوها فبئس من نفسه.
وجاءت تماضر- وفي يدها قلبها- تسأل: «كيف كان صبره؟» فما كانت لتستطيع أن ترى ذلك المشهد، وسمع صخر البائس سؤال تماضر الوالهة فأجابها يطمئنها وهو يعلم ألا شي يطمئن:
ومكث صخر في مرضه، بعد أن لاقى منه الأمرين، وتجرعت أمه وأخته الآلام في كل لحظة لمدة عام أو يزيد، ومات في يوم كلاب سنه 615 م، ومن قبل مات معاوية في يوم حوزة الأول 612م، ومن قبلهما قابلت تماضر الموت في أسرتها، يوم أن اقتلع أباها عمرو بن الشريد، ومرداس زوجها الكريم، وما كانت الأنثى لتستطيع الصمود أمام ذلك التيار الجارف، مهما تشبثت بالجمود، ومهما تعقلت بصلابة الرأي، ومهما لجأت إلى العزة والأنفة والعقل.
انهارت الخنساء، بعد ما تمالكت نفسها، وكانت موشكة أن تنهار في أثر مقتل معاوية لولا وجود صخر، ومنعتها أخلاق قومها، ولكنها لم تجد سنداً، ولم تجد مانعاً، فما قدرت على تمالك نفسها بعد موت صخر، فقد مات عزها ومؤنسها وملجؤها وحاميها، ولذا وجت به أعظم الوجد، وولهت أشد الوله، وأقامت على قبره زماناً تبكيه وتندبه وترثيه.
وكما كان صخر في حياتها ملجأ الخنساء، يزيل عنها شكايتها، ويمسح عليها آلامها، كان بعد موتها ملجأها كذلك، خفف عنها ما كبتت في نفسها من احزان، وما ابتلعت من غصص، طالما أقلقتها وأقضت منها المضاجع، فلما مات صخر انفجرت باكية من غير مساك. فهو أسى مجمع، وشجى أثمر مع الأحداث.
في يوم من الأيام طُلب من الخنساء أن تصف أخويها معاوية وصخر، فقالت: إن صخرًا كان الزمان الأغبر، وذعاف الخميس الأحمر. وكان معاوية القائل الفاعل. فقيل لها: أي منهما كان أسنى وأفخر؟ فأجابتهم: بأن صخر حر الشتاء، ومعاوية برد الهواء. قيل: أيهما أوجع وأفجع؟ فقالت: أما صخر فجمر الكبد، وأما معاوية فسقام الجسد.
ولذا قيل: كان موت صخر بن عمرو ابن الشريد تاريخ ميلاد شاعرة كشف للعرب عن شاعرة بني سليم تماضر، نظراً لكثرة ما قالت فيه. والواقع أنه كان تنفيسا لذلك الحزن المكبوت، ولذا كانت تسوم هودجها في الموسم، وتعاظم العرب بمصيبتها بأبيها وأخويها، وتقول: أنا أعظم العرب مصيبة، فيُقرّ لها الناس في ذلك وليس هذا بجديد، فقد سبقوا أن أقروا لأبيها حين فاخر بابنيه، ثم لما كانت وقعة بدر، وقُتل عتبة وشيبة أبناء ربيعة، والوليد بن عتبة، اقبلت هند بنت عتبة ترثيهم، وبلغها تسويم الخنساء ودجها في الموسم، ومعاظمتها العرب بمصيبتها بأبيها وأخويها، فقالت هند: بل أنا أعظم العرب مصيبة، فأمرت بهودجها فسوم براية أيضا، وشهدت الموسم بعكاظ، وكانت عكاظ سوق تتجمع فيه العرب.
هكذا لا تُرى الخنساء الأخت إلا هائمة على وجهها..
في حياة إخوتها.. تهيم على وجهها إلى الأخ الرقيق، فيمسح عليها بيده الحنون، ليزيل عنها متاعبها ويخفف عنها آلامها. وبعد موت إخوتها.. تهيم على وجهها.. إلى..؟ لا شي... وتبكي وتنوح، ولا يعترض طريقها أحد.
فلم يكن بد من أن يعلن في الملأ صدق حزنها، واليأس من تغيير حالها، إلى أن تترك لدمعها تناجيه ويناجيها وفي ذلك السلوى لها والراحة.. وكان ذلك بلسان الفاروق  عندما قال: " دعوها، فانها لا تزال حزينة أبدا

## إسلامها
حين انتشر الإسلام، صحبت بنيها وبني عمها من بني سليم وافدة إلى رسول الله ليعلنوا دخولهم في الدين الجديد.
أسلمت في عام 8 هـ - 630 م وهي في طلائع شيخوختها لم تقل عن الخمسين، ولن تزيد على الستين، عندما قدمت على النبي مع قومها بني سليم وأعلنت إسلامها وإيمانها.
ذكر الزبير بن بكار عن محمد بن الحسن المخزومي وهو المعروف بابن زبالة أحد المتروكين عن عبد الرحمن بن عبد الله عن أبيه عن أبي وجزة عن أبيه قال حضرت الخنساء بنت عمرو السلمية حرب القادسية سنة 15 هـ، - 638 م ومعها بنوها أربعة رجال فذكر موعظتها لهم وتحريضهم على القتال وعدم الفرار، فقد حرّضت أبناءها الأربعة على الجهاد ورافقتهم مع الجيش زمن عمر بن الخطاب، وقد اوصتهم: "يا بني إنكم أسلمتم وهاجرتم مختارين، والله الذي لا إله غيره إنكم لبنو رجل واحد، كما أنكم بنو امرأة واحدة، ما خنت أباكم ولا فضحت خالكم، ولا هجنت حسبكم ولا غيرت نسبكم. وقد تعلمون ما أعد الله للمسلمين من الثواب الجزيل في حرب غير المؤمنين. واعلموا أن الدار الباقية خير من الدار الفانية يقول الله: {يَا أَيُّهَا الَّذِينَ آمَنُوا اصْبِرُوا وَصَابِرُوا وَرَابِطُوا وَاتَّقُوا اللَّهَ لَعَلَّكُمْ تُفْلِحُونَ} [آل عمران: 200]. فإذا أصبحتم غدًا إن شاء الله سالمين، فاغدوا إلى قتال عدوكم مستبصرين، وبالله على أعدائه مستنصرين. وإذا رأيتم الحرب قد شمرت عن ساقها واضطرمت لظى على سياقها وجللت نارًا على أوراقها، فتيمموا وطيسها، وجالدوا رئيسها عند احتدام خميسها تظفروا بالغنم والكرامة في دار الخلد والمقامة”. فلما بلغ إليها خبر وفاة أستشهادهم جميعاً، لم تجزع ولم تبك، ولم تحزن، قالت قولتها المشهورة: "الحمد لله الذي شرفني باستشهادهم، وأرجو من ربي أن يجمعني بهم في مستقر رحمته" وكان عمر بن الخطاب يعطي الخنساء أرزاق أولادها الأربعة حتى قبض. أخرجها أبو عمر.
لها موقف يدل على وفائها ونبلها مع أمير المؤمنين عمر بن الخطاب  فلم تزل الخنساء تبكي على أخويها صخرًا ومعاوية حتى أدركت الإسلام فأقبل بها بنو عمها إلى عمر بن الخطاب وهي عجوز كبيرة فقالوا: يا أمير المؤمنين هذه الخنساء قد قرحت مآقيها من البكاء في الجاهلية والإسلام فلو نهيتها لرجونا أن تنتهي.
فقال لها عمر: اتقي الله وأيقني بالموت فقالت: أنا أبكي أبي وخيري مضر: صخرًا ومعاوية، وإني لموقنة بالموت، فقال عمر: أتبكين عليهم وقد صاروا جمرة في النار؟ فقالت: ذاك أشد لبكائي عليهم؛ فكأن عمر رق لها فقال: خلوا عجوزكم لا أبا لكم، فكل امرئ يبكي شجوه ونام الخلي عن بكاء الشجي.
وتمضي الخنساء مع الإسلام فتنسى كثيراً من عادات الجاهلية، ولكنها لا تنسى السادات من مضر، ولا يفارقها الوجد عليهم، والبكاء من أجلهم.
ولقد كان الرسول ﷺ يستنشدها شعرها، ويستزيدها - وهو مصغ إليها- بقوله: "هيه يا خناس! ويومئ بيده. وقد أبى عليه قلبه الكبير أن يزجرها أو أن يلومها.

## الخنساء الشاعرة
الخنساء شاعرة مخضرمة، أي أنها أدركت الجاهلية والإسلام.ثم إن لقب المخضرم صار مطلقا على طبقة الشعراء الذين أدركوا الجاهلية، دونما إدراكهم الإسلام.
ولدت من آباء شعراء. ليسوا بني سليم، آباءها الأقربين فحسب، بل ذلك يرجع إلى أبعد الآباء في قييس كلها، وكان فيهم خمسا شعراء العرب، فقد نبغ منهم جماعة من فحول الشعراء، ومنهم النابغتان (الذبياني والجعدي) وزهير بن أبي سلمى، وكعب ابنه، ولبيد بن ربيعة، والحطيئة، والشماخ، وخداش بن زهير وغيرهم. قال ابن قتيبة وهي جاهلية، كانت تقول الشعر في زمن النابغة الذبياني، ويرى ابن سلام هذا الرأي نفسه.
ونقطة التحول في حياة الخنساء هي فجيعتها المزدوجة بفقد أخويها معاوية وصخر"
كانت الخنساء في أول أمرها تقول البيتين والثلاثة، حتى قُتل أخواها معاوية وصخر اللذين ما فتأت تبكيهما حتى خلافة عمر، وخصوصاً أخيها صخر. فقد كانت تحبه حباً لا يوصف، ورثته رثاء حزيناً وبالغت فيه حتى عُدّت أعظم شعراء الرثاء. ويغلب على شعر الخنساء البكاء والتفجع والمدح والتكرار لأنها سارت على وتيرة واحدة تميزت بالحزن والأسى وذرف الدموع. ومما يذكر في ذلك ما كان بين الخنساء وهند بنت عتبة قبل إسلامها، نذكره لنعرف إلى أي درجة اشتهرت الخنساء بين العرب في الجاهلية بسبب رثائها أخويها.
توزع الرثاء أنواع ثلاثة، امتاز كل منها بعنوان، فأصبح تحت المرثية:
- الندب: وهو ممنوع في المرثية، وذلك إذا كان الميت قتيل حرب. وكان من أخلاق العرب أنهم لا يرثون قتلى الحرب. فإذا بكوهم كان ذلك هجاء، أو في حكم الهجاء.
- التأبين.
- والعزاء.

وقد اجتمعت للخنساء في مراثيها أنواع الرثاء الثلاثة تلك فآناً نسمعها ناديةً باكيةً، يرتفع نشيجها، فيثير الأشجان، ويجري الدموع من المآقي، وذلك إذ تقول:
وتقول:
وتقول:
وقد أجمع أهل العلم بالشعر أنه لم تكن امرأة قبلها ولا بعدها أشعر منها أنشدت في سوق عكاظ بين يدي النابغة الذبياني وحسان بن ثابت «رائيتها» التي رثت بها صخر:
فأعجبه شعرها فقال لها النابغة الذبياني: (اذهبي فأنت أشعر من كل ذات ثديين. ولولا أن هذا الأعمى (كنية الأعشى الأكبر) - أبا بصير - أنشدني قبلك لفضلتك على شعراء هذا الموسم.
- وفي رواية أخرى انه قال: «لولا أن هذا الأعمى سبقك لقلت أنك أشعر الجن والإنس». فغضب حسان وقال: والله أنا أشعر منك ومنها.
غالبا ما تلتفت الخنساء الوالهة، فلا ترى أسرع من عينيها عوناً لها في مصيبتها، فتخاطبهما بشعرها، حتى أصبحت لازمة في أكثر مراثيها، وغدا استهلالها قصائدها بخطاب عينيها سمة بارزة، وخصيصة تمتاز بها مراثي الخنساء.
تسيطر عليها تلك السمة المتكررة فتقودها - على الرغم منها - إلى تكرار مطالع قصائدها، بحيث تتشابه في كثير منها، من النماذج تلك المطالع:
وقولها:
وبرغم أنها كانت شاعرة متمكنة من اللغة لها قصائد كثيرة إلا أن شهرة الخنساء قد ذاعت وانتشر صيتها في كل مكان من خلال مراثيها لأخيها صخر التي ذاعت وتداولها الناس في الجاهلية.
عندما كانت وقعة بدر قُتل عتبة وشيبة ابنا ربيعة والوليد بن عتبة، فكانت هند بنت عتبة ترثيهم، وتقول بأنها أعظم العرب مصيبة. وأمرت بأن تقارن مصيبتها بمصيبة الخنساء في سوق عكاظ، وعندما أتى ذلك اليوم، سألتها الخنساء: من أنت يا أختاه؟ فأجابتها: أنا هند بنت عتبة أعظم العرب مصيبة، وقد بلغني أنك تعاظمين العرب بمصيبتك فبم تعاظمينهم أنت؟ فقالت: بأبي عمرو الشريد، وأخي صخر ومعاوية. فبم أنت تعاظمينهم؟ قالت الخنساء: أوهم سواء عندك؟ ثم أنشدت هند بنت عتبة تقول:
فقالت الخنساء:
كان بشار يقول: إنه لم تكن امرأة تقول الشعر إلا يظهر فيه ضعف، فقيل له: وهل الخنساء كذلك، فقال: تلك التي غلبت الرجال.
- سُئل جرير عن أشعر الناس فـأجابهم: أنا، لولا الخنساء، قيل: فبم فضل شعرها عنك؟ قال: بقولها:
تعكس أبيات الخنساء عن حزنها الأليم على أخويها وبالأخص على صخر، فقد ذكرته في أكثر أشعارها:
رُوي في طبقات الصحابة، وفي السيرة النبوية اعجاب الرسول بشعرها واستزادته من انشادها وهو يقول: « هيه يا خناس!، ويومي بيده ».

## الخنساء في النقد
- ابن قتيبة: «أما ما أدخلت الخنساء من صفات جديدة في المرثية، فمن الصعب أن نحدده، لأنه لم يصل إلينا شي تام من هذا النوع قبل قصائدها، إلا ما ورد عن المهلهل، وهو في مجمله يقرب من طريقة الخنساء[58]، ولكن مالا شك فيه هو أن من تبعها من شعراء الرثاء، وشواعره اغترفوا جميعهم من بحرها الفياض بفيض العاطفة البشرية»
- كرنكوف: «ألاحظ على مراثيها القصر، وصدق التفجع والحزن، ونكاد نقطع بان قصائدها ألهمت عدد كبيرا من شعراء المراثي المتأخرين، ومنهم ابنتها عمرة»[19]
- بطرس البستاني: «لعل الغلو أظهر خاصة في الخنساء، فهي مغالية في حزنها ولوعتها، مغالية فيما نعت به صخراً.. ورثاء الخنساء عاطفي بحت، ولا يشوبه تكلف»[59]
- أفرام البستاني يقول: «فهي شاعرة أكثر منها ناظمة، وهو ما يروقنا فيها».[60]
- بنت الشاطئ: اخذت على الخنساء قصر قصيدتها، وخلو شعرها من الحكمة أو قلتها فيه.[61]
- مصطفى صادق الرافعي:[62] «ولا يهولنك كثرة أسماء النساء اللأتي قلن شعرا، فعمود الشعر عندهم الرثاء، وليس لهنت إلا المقاطيع والابيات القليلة، ولم تبن منهن إلا الخنساء وليلى الأخيلية وما شعرت الخنساء حتى كثرت مصائبها»
- المستشرق غوستاف فون غرنباوم:[63] «وإذا كانت المراثي قد نشأت من نياحات النساء، إلا أن هذا الفن إنما بلغ أوجه في مراثي الخنساء الشاعرة التي عاشت في النصف الأول من القرن السابع». وقال أيضًا: «أما الخنساء فقد جعلت قمم الجبال تتدحرج بداعي وفاة أخيها، والنجوم تهوي، والأرض تهتز، والشمس تظلم».[63]

## وفاتها
ماتت الخَنساء سنة 24 هـ/645م. عمرت إلى أن أدركت نصر الإسلام المبين، كان موتها في عامها الحادي والسبعين، وقد طبقت شهرتها الآفاق، إن لم يكن ببكائها على السادات من مضر فباستشهاد بنيها الأربعة. ماتت ومعها شاهد تضمن به تسجيل يوم موتها، ولا يعتمد فيه على الروايات، وإنما اعتمد فيه سجلات الدولة المدون فيها اسمها، لتستلم أرزاق بنيها الشهداء الأربعة من ديوان بيت المال، وكان عمر قد قدر لها عن كل واحد مائتي درهم إلى أن قبض.

## وصلات خارجية
- الخنساء على موقع بوابة الشعراء
- الخنساء على موقع موسوعة الديوان الشعرية